# Lust och fägring stor
Lust och fägring stor és una pel·lícula sueca escrita i dirigida per Bo Widerberg. Es va estrenar als cinemes el 3 de novembre de 1995 i va ser l'última pel·lícula de Widerberg. Explica la història d'una relació sexual entre una professora i el seu alumne de 15 anys a Malmö durant la Segona Guerra Mundial. El fill de Widerberg, Johan Widerberg, interpreta el jove Stig i Marika Lagercrantz interpreta la seva professora Viola. El títol original està extret de l'himne suec Den blomstertid nu kommer, que es canta tradicionalment a les escoles abans de tancar per les vacances d'estiu.
La pel·lícula va guanyar diversos premis nacionals i internacionals i va ser nominada a l'Oscar a la millor pel·lícula de parla no anglesa als Premis Oscar de 1995. Va ser guardonada amb el Gran Premi del Jurat i el Premi Àngel Blau al 46è Festival Internacional de Cinema de Berlín, i el Premi del Públic al Festival de Cinema de Göteborg. També va guanyar els premis al millor actor (Johan Widerberg) al Festival de cinema nòrdic de Rouen i a la millor actriu (Marika Lagercrantz) al Festival Internacional de Cinema de Tróia.
Als premis Guldbagge, la pel·lícula va guanyar en tres categories: Millor pel·lícula, Millor direcció i Millor actor secundari (Tomas von Brömssen). Johan Widerberg i Marika Lagercrantz van ser nominats com a millor actor i millor actriu respectivament.

## Argument
L'any 1943, en plena Segona Guerra Mundial, Stig és un jove de 15 anys que estudia en una escola a Malmö, després d'haver-s'hi traslladat amb la seva família des d'Estocolm dos anys abans. Un dia durant la classe, Stig és descobert passant missatges i la seva professora Viola li demana veure la nota, que revela la ignorància dels nois sobre el sexe amb detalls obscens. Amb els temps, Stig desenvolupa una atracció per Viola, una dona casada, i fingeix interès per la seva col·lecció de diccionaris com a excusa per a estar amb ella. Viola correspon als afectes de Stig i aviat s'embarquen en una aventura amorosa. Mentrestant, Kjell, el marit de Viola, i Stig comencen a establir un vincle a través de la música clàssica.